# ウルコ・ゴンサレス・デ・サラテ
ウルコ・ゴンサレス・デ・サラテ・キロス（Urko González de Zarate Quirós、2001年3月20日 - ）は、スペイン・バスク州ビトリア＝ガステイス出身のサッカー選手。レアル・ソシエダB所属。ポジションはMF。

## クラブ経歴
バスク州のビトリア＝ガステイスに生まれ、レアル・ソシエダのカンテラで育成された。2018-19シーズンにCチームでキャリアをスタートさせると、2020年7月1日には契約延長と同時にBチーム昇格も決まった。
2020年9月20日、ラ・リーガのレアル・マドリード戦にて、アンデル・ゲバラとの交代でトップチームデビューを果たした。